# Iglesia de San Martín de Tours (Arbulo)
La Iglesia de San Martín de Tours es una iglesia construida a finales del siglo XV e inicios del XVI ubicada en el concejo de Arbulo, del municipio de Elburgo, en la cuadrilla de Llanada Alavesa en España.

## Historia
El templo de Arbulo, dedicado a San Martín de Tours, como otros tantos de la ruta del Camino de Santiago, se construyó a finales del siglo XV e inicios del XVI, sobre una iglesia románica anterior de menores dimensiones. Este templo es uno de grandes templos del último gótico con presbiterio recto y nave con dos tramos de bóvedas de crucería. Las claves, constituyen uno de los conjuntos alaveses más interesantes según Micaela Portilla.
Desde el año 1999 hasta el 2008 la iglesia permaneció cerrada debido a unas obras de restauración. Se arreglaron las cubiertas, las claves góticas pintadas que se pueden ver en las bóvedas y que representan uno de los mejores conjuntos alaveses y se procedió a retirar el retablo, apareciendo los muros originales de la iglesia y una serie de pinturas. A simple vista, desde fuera, nada hace presagiar en la iglesia de Arbulo su origen románico, puesto que toda la estructura del templo es gótico tardía y renacentista. Sin embargo, detrás del retablo aguardaba el único muro románico que ha sobrevivido de la iglesia original e incluso dejaba a la luz de nuevo la primitiva ventana absidial. Así que en ese muro, que hoy en día está perfectamente delimitado por la pintura que se ha rescatado, muestra cómo estuvo pintada la iglesia en el momento de su construcción. Y lo que se pintó, es algo inesperado, porque lo que esperamos encontrar en una iglesia son pinturas religiosas, con escenas o simbología cristiana, pero lo que se muestra en Arbulo no tiene nada que ver con todo eso.

## Descripción

### Exterior
Es en su mayor parte una construcción realizada en el siglo XVI para ampliar el primitivo templo románico tardío. Es de planta rectangular con cabecera recta y nave de dos tramos. La  bóveda nervada del presbiterio está decorada con un magnífico conjunto de claves policromadas. El templo tiene una robusta torre de uso defensivo. 

#### Espadaña
Cuenta con una espadaña de dos cuerpos; en el inferior tres huecos de campanas y en el superior uno. Culmina en frontón triangular, flanqueado por pirámides. Es del siglo XVIII en sus comienzos. El contrafuerte de la escalera hasta las campanas remata en otra pequeña espadaña de un solo cuerpo, terminada en frontón rematado en tres bolas.

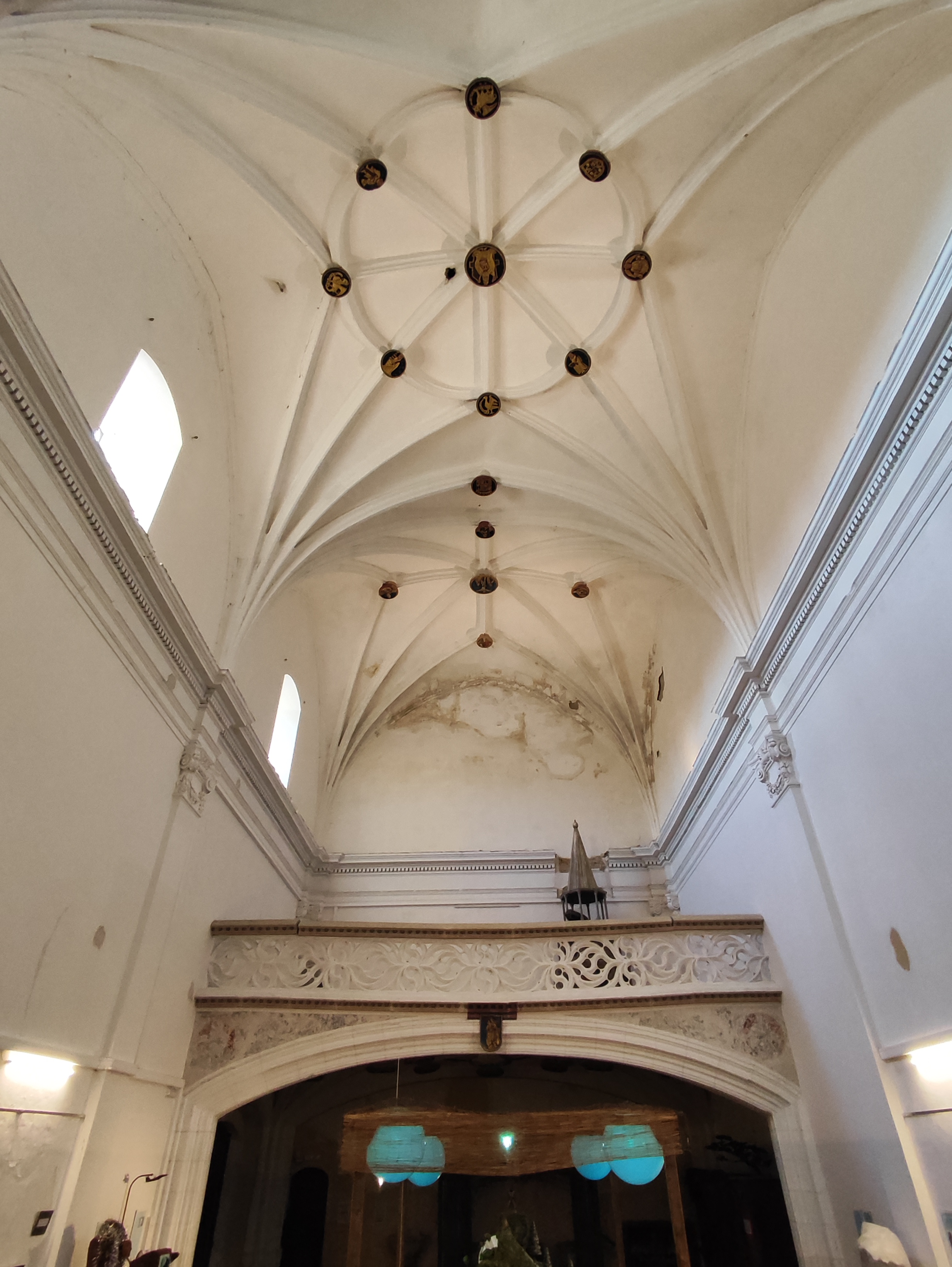
Interior de la iglesia de San Martín de Tours, Arbulo

### Interior
Las claves del presbiterio, se corresponden con la primera fase constructiva del siglo XV y las otras con los tramos primero y segundo, llevados a cabo en la fase constructiva del siglo XVI del templo. Todas las claves tienen sus relieves labrados en la piedra, están policromados y se han conservado en su totalidad. La piedra que se empleó es la caliza blanca de Ajarte. Las claves se restauraron entre los años 2004 y 2009.
En el interior, el coro (construido en piedra policromada) es del último tercio del siglo siglo XV o comienzos del siglo XVI.Los trabajos de restauración llevados a cabo en el templo desde el 1999 hasta 2008 y en 2019, y la retirada del retablo mayor permitieron sacar a la luz un completo conjunto de pinturas murales, aplicadas sucesivamente, fechadas desde la Edad Media hasta el Barroco pasando por el Renacimiento.

#### Pinturas murales rojas

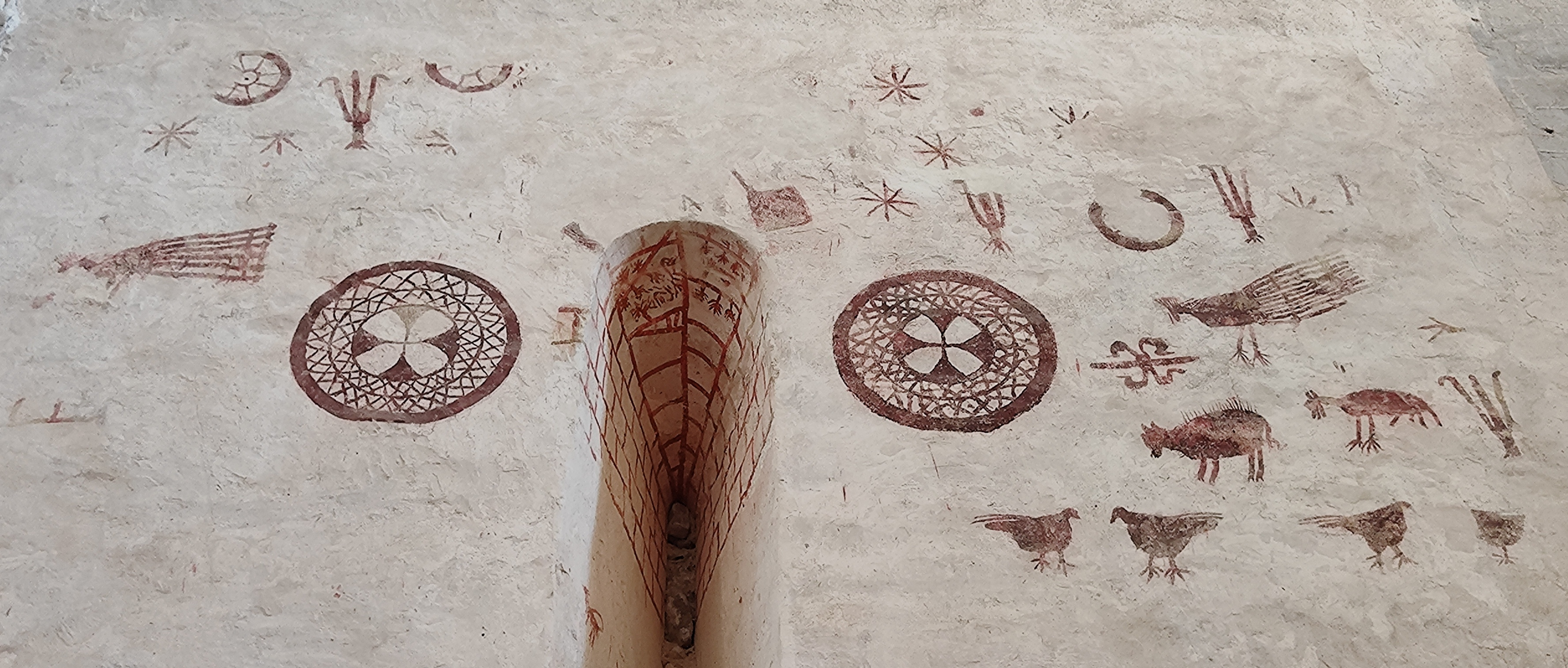
Interior de la iglesia de San Martín de Tours, Arbulo

Las pinturas de Arbulo suponen de los grandes conjuntos de pintura mural roja alavesa. Salió a la luz cuando se retiró el retablo mayor, hoy en día en el Museo Diocesano de Arte Sacro de Álava. Sobre su cabecera recta románica, fechada en el siglo XII, aparece un conjunto formado por cruces de consagración, animales variados, estrellas, ruedas y flores de lis. En las restauraciones se pudo comprobar que estas pinturas se cubrieron con otra capa de despiece simple y, más tarde, con la ampliación del templo a finales del XV, se volvieron a cubrir con otra capa gris. Las últimas restauraciones han dejado a la luz la capa original, además de algunos restos de capas posteriores.
Las cruces de consagración a ambos lados del ventanal (similares a las de Nuestra Señora de Ayala) remiten al carácter sagrado del templo, pero el resto de elementos iconográficos se separan por completo de esta línea. Por el contrario, muestran una suerte de epacio celeste con ruedas y entrellas y, en el registro inferior, un ámbito distinto en que los animales y las formas vegetales se hacen presentes.